# Monte dos Descansos
Har HaMenuchot (em hebraico) ou Monte dos Descansos é uma montanha na área municipal de Jerusalém, Israel, e o maior cemitério da cidade, fundado em 1951.